# Пактия
Пакти́я (пушту ‎и дари پکتیا — Paktyā) — провинция на востоке Афганистана, граничащая с Пакистаном. Площадь — 6 432 км². Население — 499 200 чел. (2009).

## Административное деление
Провинция Пактия делится на 14 районов:
- Ахмадабад
- Вуза Задран
- Гардез
- Герда Серай
- Даджи
- Данд Ва Патан (Данд-ау-Патан)
- Джани Кхел
- Зурмат
- Лазха Ахмад Тхел
- Лазха Мангал
- Мирзака
- Сайед Карам
- Чамкани
- Швак

## История
В годы Афганской войны (1979—1989) в провинции Пактия дислоцировалась 56-я гвардейская отдельная десантно-штурмовая бригада и действовал влиятельный полевой командир Джалалуддин Хаккани.